# Oryphantes cognatus
Oryphantes cognatus är en spindelart som först beskrevs av Andrei V. Tanasevitch 1992.  Oryphantes cognatus ingår i släktet Oryphantes och familjen täckvävarspindlar. Inga underarter finns listade i Catalogue of Life.